# Organi della chiesa di Santa Maria Maddalena a Parigi

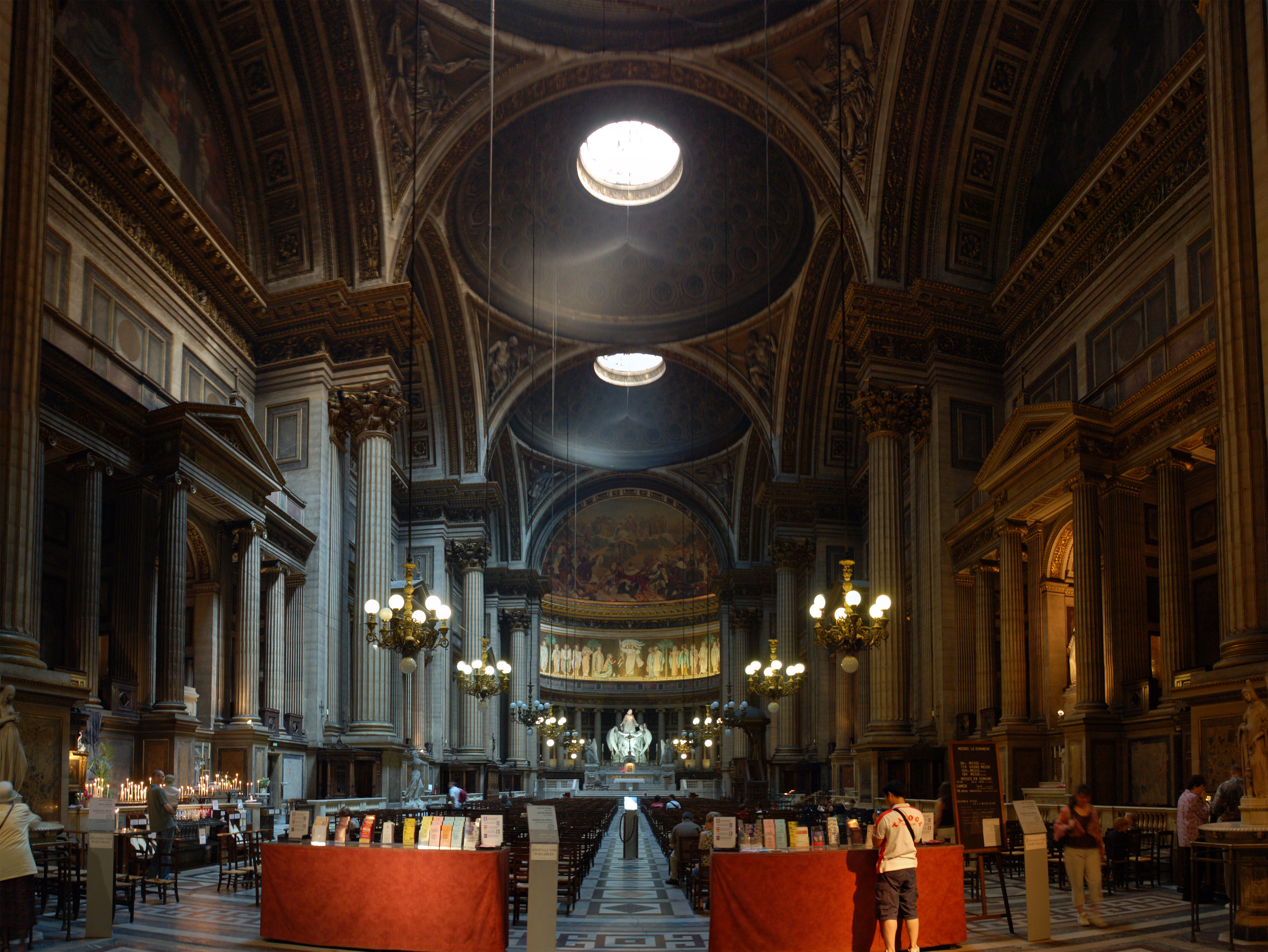
Interno della chiesa della Maddalena a Parigi.

Gli organi della chiesa di Santa Maria Maddalena a Parigi sono due strumenti storici costruiti da Aristide Cavaillé-Coll negli anni 1840 e successivamente modificati:
- l'organo maggiore (opus 26), costruito tra il 1845 e il 1846, è situato sulla cantoria in controfacciata e dispone di 58 registri su quattro manuali e pedale;[1]
- l'organo del coro (opus 15), del 1842, è situato al centro dell'abside, alle spalle dell'altare maggiore, e dispone di 20 registri su due manuali e pedale.[2]

Alla chiesa di Santa Maria Maddalena sono legati diversi importanti musicisti compositori che vi prestarono servizio come organisti, tra i quali Louis James Alfred Lefébure-Wély, Camille Saint-Saëns, Théodore Dubois, Gabriel Fauré, Jeanne Demessieux, Eugène Gigout e Charles-Marie Widor (gli ultimi due come organisti supplenti).
Gli attuali organisti titolari sono François-Henri Houbart (organista dell'organo maggiore), Jean-Louis Vieille-Girardet (secondo organista) e Michel Geoffroy (organista dell'organo del coro).
Gli strumenti vengono utilizzati sia nell'ambito delle celebrazioni liturgiche, sia per concerti, tra cui le Domeniche musicali (in francese: Dimanches musicaux), che dal 12 gennaio 1986 hanno luogo più domeniche ogni mese, con la partecipazione di organisti di fama internazionale.

## Storia
L'attuale chiesa di Santa Maria Maddalena di Parigi venne costruita in luogo di una più antica medievale a cavallo tra i secoli XVIII e XIX: i lavori iniziarono il 6 aprile 1763 con la posa della prima pietra, su progetto di Pierre Contant d'Ivry; vennero interrotti l'anno successivo per riprendere sotto la direzione di Guillaume-Martin Couture, che elaborò un nuovo progetto ispirato al Pantheon di Roma. Con la Rivoluzione francese si ebbe una nuova interruzione e solo nel 1806 Napoleone Bonaparte affidò la direzione a Pierre-Alexandre Vignon, il quale demolì le fondazioni precedenti e si ispirò alla Maison Carrée di Nîmes. L'edificio venne completato nel 1809 e utilizzato per cerimonie civili fino a che Luigi XVIII, durante la Restaurazione, stabilì che tornasse a svolgere le funzioni di luogo di culto cattolico; tuttavia la chiesa venne consacrata solo nel 1842.
Nel 1842 l'organaro Aristide Cavaillé-Coll venne incaricato di costruire un organo a canne di modeste dimensioni da collocarsi all'interno della chiesa, alle spalle dell'altare maggiore; egli costruì uno strumento di 12 registri, con due manuali e pedale, a trasmissione integralmente meccanica, avente la seguente disposizione fonica:
| I - Grand-Orgue |     |
| Bourdon         | 16' |
| Bourdon         | 8'  |
| Montre          | 8'  |
| Prestant        | 4'  |
| Doublette       | 2'  |

| II - Récit expressif |    |
| Principal            | 8' |
| Unda maris           | 8' |
| Cor de nuit          | 8' |
| Prestant             | 4' |
| Doublette            | 2' |
| Sesquialtera         | II |
| Plein-jeu            | IV |
| Hautbois             | 8' |
| Trompette            | 8' |
| Clairon              | 4' |

| Pédale   |     |
| Soubasse | 16' |

Per la costruzione di un organo di grandi dimensioni era stato contattato, nel 1838, il friborghese Aloys Mooser; tuttavia i lavori non ebbero mai inizio in seguito alla morte dell'organaro, avvenuta nel 1839. Nel 1841 venne quindi indetto un concorso cui parteciparono i più importanti organari dell'epoca: John Abbey, Aristide Cavaillé-Coll, Dallery, Nicolas Henry, abbé Larroque, Augustin Zeiger e la ditta Daublaine Callinet. Fu Cavaillé-Coll ad aggiudicarsi il lavoro e lo strumento, costato alla parrocchia 73.000 franchi, venne ultimato nel 1846 e inaugurato con due concerti eseguito il 29 ottobre e il 13 novembre dello stesso anno dall'organista titolare Alexander Charles Fessy, Louis James Alfred Lefébure-Wély, all'epoca organista della chiesa di San Rocco a Parigi, e Louis-Nicolas Séjan, organista della chiesa di San Sulpizio.
Il nuovo organo aveva 48 registri su quattro manuali e pedaliera, per un totale di 2882 canne, e presentava una disposizione fonica innovativa: essa constava in un gran numero di fondi di 16', 8' e 4' e di registri ad ancia, mentre aveva un numero limitato di ripieni e soltanto una mutazione semplice, di 2.2/3'; inoltre veniva per la prima volta introdotto il registro di Voce celeste. Di seguito è riportata la disposizione fonica originaria dello strumento:
| I - Grand-Orgue  |        |
| Montre           | 16'    |
| Gambe            | 16'    |
| Montre           | 8'     |
| Salicional       | 8'     |
| Flûte harmonique | 8'     |
| Bourdon          | 8'     |
| Prestant         | 4'     |
| Quinte           | 2.2/3' |
| Doublette        | 2'     |
| Fourniture       | V      |
| Cymbale          | V      |
| Trompette        | 8'     |
| Cor anglais      | 8'     |

| II - Positif |    |
| Montre       | 8' |
| Flûte douce  | 8' |
| Voix céleste | 8' |
| Prestant     | 4' |
| Dulciane     | 4' |
| Octavin      | 2' |
| Trompette    | 8' |
| Musette      | 8' |
| Clairon      | 4' |

| III - Bombarde    |     |
| Soubasse          | 16' |
| Flûte harmonique  | 8'  |
| Flûte traversière | 8'  |
| Basse             | 8'  |
| Flûte octaviante  | 4'  |
| Octavin           | 2'  |
| Bombarde          | 16' |
| Trompette         | 8'  |
| Clairon           | 4'  |

| IV - Récit expressif |    |
| Flûte harmonique     | 8' |
| Flûte octaviante     | 4' |
| Bombarde             | 16 |
| Trompette            | 8' |
| Basson-hautbois      | 8' |
| Voix humaine         | 8' |
| Clairon              | 4' |
| Trémolo              |    |

| Pédale      |     |
| Quintaton   | 32' |
| Contrebasse | 16' |
| Flûte       | 8'  |
| Violoncelle | 8'  |
| Bombarde    | 16' |
| Basson      | 16' |
| Trompette   | 8'  |
| Clairon     | 4'  |

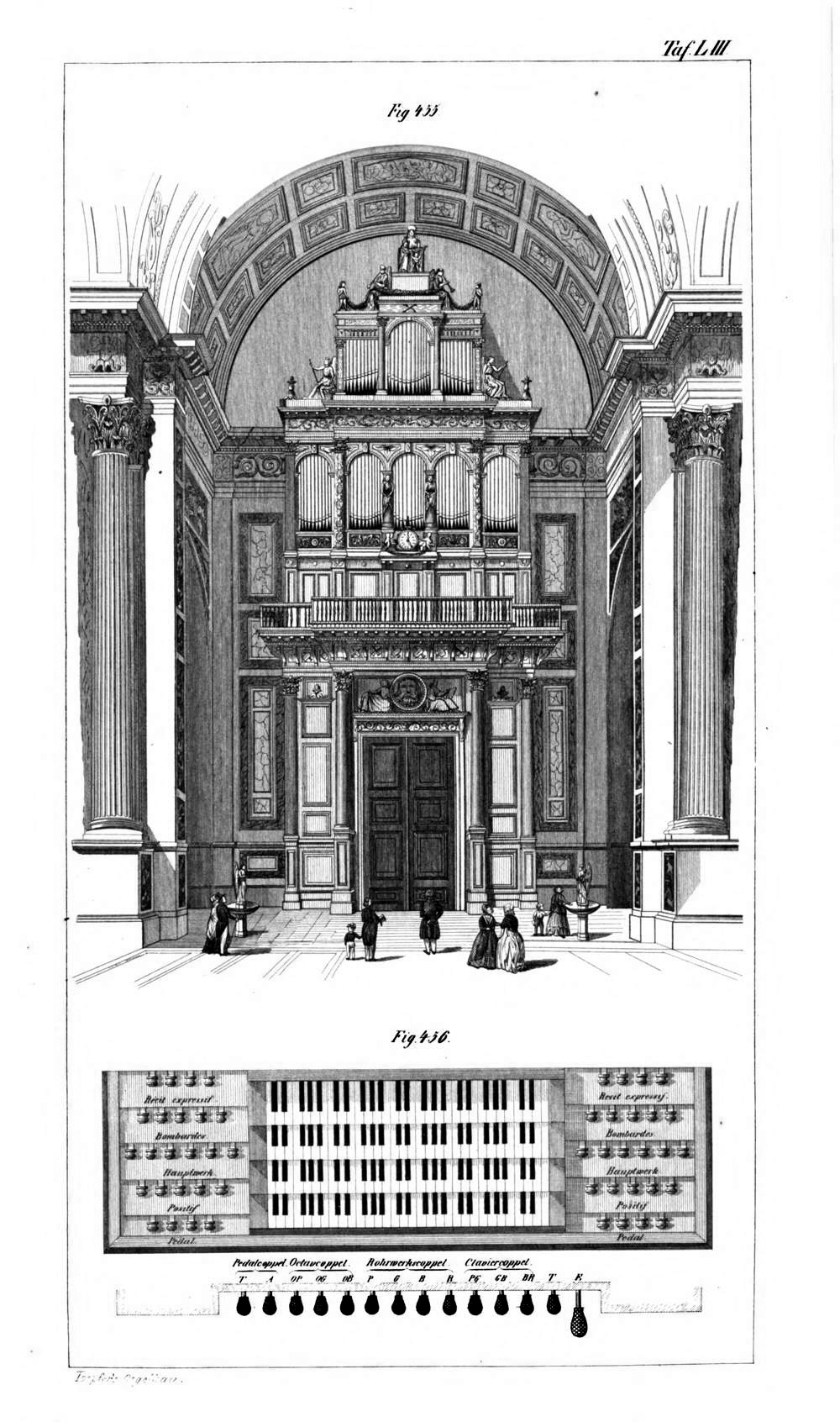
L'organo e la consolle.

La disposizione fonica dello strumento, considerata assolutamente innovativa per l'epoca, suscitò pareri discordanti. Il presidente della commissione che aveva approvato il progetto, Pierre-Armand Séguier, membro dell'Accademia francese delle scienze, si pronunciò a favore del nuovo organo, approvandolo senza riserve per le innovazioni introdotte da Cavaillé-Coll come i pedaletti, per i registri e per la complessa meccanica, lodando il suo costruttore per aver ideato e costruito uno strumento da lui considerato un capolavoro.
Parole di elogio per il nuovo strumento si ebbero anche da importanti organisti come Louis James Alfred Lefébure-Wély, che successivamente diventerà organista titolare alla Madeleine; anche l'organista tedesco Adolf Hesse era rimasto soddisfatto dell'organo, reputandolo adatto anche all'esecuzione del repertorio di Johann Sebastian Bach.
Tuttavia ebbe anche aspre critiche per il particolare strumento che aveva costruito; colui che maggiormente lo attaccò fu Félix Danjou, organista presso la cattedrale di Notre-Dame che aveva fondato, nel 1838, insieme a Louis Callinet e Théodore Sauer, la ditta organaria Daublaine-Callinet. Danjou, che auspicava una riforma contro la musica profana e lirica in chiesa, non tollerava l'utilizzo degli organi nelle chiese per manifestazioni e concerti laici; spesso, in tal frangente, l'organo e l'orchestra suonavano insieme e l'organista notava come di recente l'organo tendesse ad imitare l'orchestra. Nella sua Revue de la musique religieuse, populaire et classique, Danjou, se da una parte rimase soddisfatto degli elevati standard tecnici dell'organo della Madeleine, criticò lo stesso strumento dal punto di vista fonico: l'organista lamentò la presenza di molti registri di derivazione orchestrale e di una cassa espressiva troppo spessa, più adatta, a suo parere, per scopi profani che religiosi. Inoltre, considerò eccessivo il numero di registri ad ancia:
(Félix Danjou)
Sia l'organo maggiore che quello del coro furono oggetto di una serie di interventi di restauro nel corso dei secoli XIX e XX: lo stesso costruttore operò su entrambi nel 1897 e i suoi successori, nel 1927, aumentarono l'estensione delle tastiere dell'organo maggiore (originariamente di 54 note, successivamente all'intervento di 56); nel 1957 gli organari Max Roethinger e Robert Boisseau aggiunsero sei nuovi registri e nel 1971 la ditta Danion-Gonzalez ampliò ulteriormente lo strumento e ne elettrificò la trasmissione; la stessa operò anche alcune modifiche sull'organo nel coro dopo la seconda guerra mondiale e nel 1976. L'organaro Bernard Dargassies restaurò e modificò sia l'organo maggiore (tra il 1988 e il 2002), sia quello del coro (1996).
L'organo maggiore è classificato dal 1981 come monumento storico di Francia relativamente alla parte strumentale.

## Organo maggiore

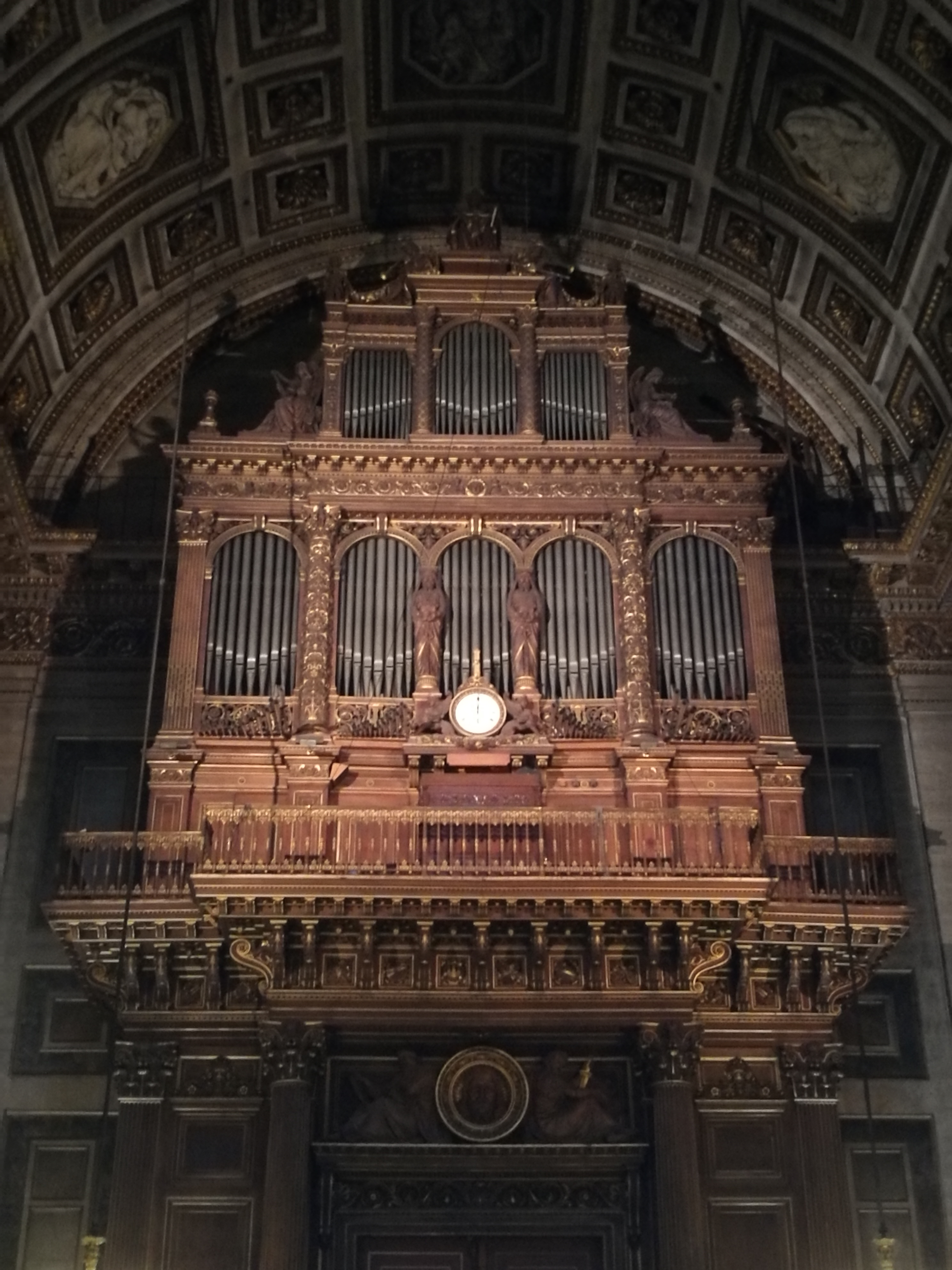
L'organo maggiore.

L'organo a canne Cavaillé-Coll opus 26 è l'organo maggiore della chiesa di Santa Maria Maddalena a Parigi. Esso è situato in controfacciata, al di sopra della cantoria posta alla sommità dell'alta bussola d'ingresso in legno scolpito e intagliato, con balaustra in ferro battuto.
Lo strumento è a trasmissione integralmente elettrica, installata dalla ditta Danion-Gonzalez nel 1971 in sostituzione di quella meccanica originaria. Esso dispone di 60 registri (dei quali 46 di Cavaillé-Coll) per un totale di 84 file e 4538 canne.
Il materiale fonico si articola in un unico corpo, alloggiato all'interno di una cassa lignea progettata da Jacques-Marie Huvé ispirandosi al rinascimento italiano, la quale è riccamente decorata con intagli e dorature; il prospetto, poggiante su un alto basamento, è suddiviso in due ordini sovrapposti da un cornicione con decorazioni a bassorilievo (al centro del quale, entro un medaglione, vi è l'effigie di Gesù Cristo), idealmente sorretto al centro da due semicolonne corinzie e ai lati da due lesene scanalate appartenenti allo stesso ordine architettonico: l'ordine inferiore si compone di cinque arcate a tutto sesto, con le tre centrali separate da due cariatidi; in corrispondenza di quest'ultime si eleva l'ordine superiore, con le canne inserite all'interno di una serliana. La mostra è interamente formata da canne metalliche con bocche a scudo con andamento inverso rispetto a quello delle canne.
La consolle è quella originaria successivamente riadattata; è posta al centro della cantoria ed è rivolta verso la navata. Essa dispone di quattro tastiere di 56 note ciascuna (Do1-Sol5) e pedaliera concavo-parallela di 32 note (Do1-Sol3). I registri sono azionati da pomelli posti su gradoni ai lati dei manuali, parallelamente ad essi; le unioni e gli accoppiamenti, invece, da placchette a bilico poste al di sopra del quarto manuale.
Di seguito la disposizione fonica:
| I - Grand-orgue  |        |
| Montre           | 16'    |
| Gambe            | 16'    |
| Montre           | 8'     |
| Salicional       | 8'     |
| Flûte harmonique | 8'     |
| Bourdon          | 8'     |
| Prestant         | 4'     |
| Quinte           | 2.2/3' |
| Doublette        | 2'     |
| Piccolo          | 1'     |
| Fourniture       | V      |
| Cymbale          | V      |
| Cornet           | V      |
| Trompette        | 8'     |
| Cor anglais      | 8'     |

| II - Positif         |    |
| Montre               | 8' |
| Flûte douce          | 8' |
| Viole de gambe       | 8' |
| Voix céleste         | 8' |
| Prestant             | 4' |
| Dulciane             | 4' |
| Octavin              | 2' |
| Trompette            | 8' |
| Trompette en chamade | 8' |
| Musette              | 8' |
| Clairon              | 4' |
| Clairon en chamade   | 4' |

| III - Bombardes   |     |
| Soubasse          | 16' |
| Flûte harmonique  | 8'  |
| Flûte traversière | 8'  |
| Basse             | 8'  |
| Flûte octaviante  | 4'  |
| Octavin           | 2'  |
| Fourniture        | IV  |
| Cornet            | III |
| Bombarde          | 16' |
| Trompette         | 8'  |
| Clairon           | 4'  |

| IV - Récit expressif |        |
| Flûte harmonique     | 8'     |
| Bourdon céleste      | 8'     |
| Prestant             | 4'     |
| Flûte octaviante     | 4'     |
| Octavin              | 2'     |
| Larigot              | 1.1/3' |
| Plein jeu            | IV     |
| Cymbale              | III    |
| Bombarde             | 16     |
| Trompette            | 8'     |
| Basson-hautbois      | 8'     |
| Voix humaine         | 8'     |
| Clairon              | 4'     |
| Trémolo              |        |

| Pédale      |     |
| Quintaton   | 32' |
| Contrebasse | 16' |
| Flûte       | 8'  |
| Violoncelle | 8'  |
| Flûte       | 4'  |
| Bombarde    | 16' |
| Basson      | 16' |
| Trompette   | 8'  |
| Clairon     | 4'  |

### Organisti titolari

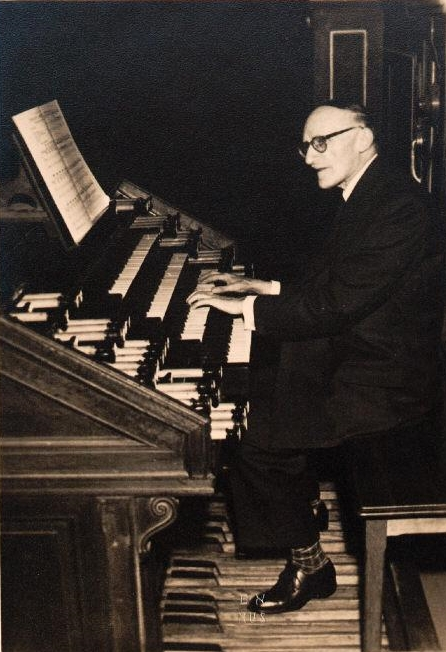
Édouard Mignan alla consolle dell'organo maggiore (1960).

- Alexandre-Charles Fessy (1846-1847)
- Louis James Alfred Lefébure-Wély (1847–1857)
- Camille Saint-Saëns (1857-1877)
- Théodore Dubois (1877-1896)
- Gabriel Fauré (1896-1905)
- Henri Dallier (1905-1934)
- Édouard Mignan (1935-1962)
- Jeanne Demessieux (1962–1968)
- Odile Pierre (1969-1979)
- François-Henri Houbart (dal 1979)

## Organo del coro
L'organo a canne Cavaillé-Coll opus 15 è l'organo del coro della chiesa di Santa Maria Maddalena a Parigi. Esso è situato al centro dell'abside, a pavimento, alle spalle dell'altare maggiore.
Lo strumento è a trasmissione integralmente elettrica, installata dalla ditta Danion-Gonzalez nel 1976 in sostituzione di quella meccanica originaria; dispone di 20 registri (contro i 10 originari).
Il materiale fonico si articola in un unico corpo, alloggiato all'interno di una cassa lignea riccamente decorata con intagli e dorature; lungo la sommità corre un alto cornicione con un fregio a bassorilievo, idealmente sorretto da lesene corinzie scanalate. Al centro del prospetto, rivolto verso la navata, si aprono arcate a tutto sesto affiancate, all'interno delle quali vi sono le canne della mostra, con bocche a scudo, allineate orizzontalmente nell'arcata centrale e con andamento inverso a quello delle canne nelle due laterali.
La consolle dispone di due tastiere di 56 note ciascuna (Do1-Sol5) e pedaliera concavo-parallela di 32 note (Do1-Sol3). La disposizione fonica è la seguente:
| I - Grand-Orgue |        |
| Bourdon         | 16'    |
| Bourdon-flûte   | 8'     |
| Montre          | 8'     |
| Prestant        | 4'     |
| Nazard          | 2.2/3' |
| Doublette       | 2'     |
| Tierce          | 1.3/5' |
| Plein jeu       | IV     |

| II - Récit expressif   |     |
| Cor de nuit            | 8'  |
| Gambe                  | 8'  |
| Unda maris             | 8'  |
| Flûte octaviante       | 4'  |
| Octavin                | 2'  |
| Progression harmonique | III |
| Hautbois               | 8'  |
| Trompette              | 8'  |
| Clairon                | 4'  |

| Pédale   |     |
| Soubasse | 16' |
| Basse    | 8'  |
| Flûte    | 4'  |